# Negros Island Region
Die Negros Island Region, kurz: NIR, (Hiligaynon Rehiyon sang Pulo sang Negros; Cebuano Rehiyon sa Pulo sa Negros) war eine kurzlebige und ehemalige Verwaltungsregion der Republik der Philippinen. Offiziell wurde sie als Region XVIII geführt. Sie existierte vom 29. Mai 2015 bis zum 9. August 2017 und hatte mit Bacolod City und Dumaguete City zwei regionale Verwaltungszentren, für eine Übergangszeit von vier Jahren, in denen die regionalen Verwaltungsbehörden angesiedelt waren.

## Geographie
Die Geographie der ehemaligen Verwaltungsregion entspricht der der Insel Negros und bestand aus den beiden philippinischen Provinzen Negros Occidental und Negros Oriental sowie der hoch urbanisierten Stadt Bacolod City.

## Geschichte
Am 29. Mai 2015 wurde die Verwaltungsregion der Negros Island Region durch die Unterschrift des Präsidenten der Philippinen Benigno Aquino III. unter die Durchführungsverordnung Nr. 183, ins Leben gerufen. Am 7. August 2017 wurde die Erschaffung der neuen Verwaltungsregion durch den neuen Präsidenten Rodrigo Duterte, mit der Durchführungsverordnung Nr. 38, widerrufen und die beiden Provinzen der Verwaltungsregion kehrten in ihre ursprünglichen Verwaltungsregion der Western und Central Visayas zurück.